# Leukopterin
A leukopterin egy fehér színű, kristályos heterociklusos vegyület. Pteridinvázat tartalmaz. Pigmentanyag, a lepkeszárnyak fehér színét adja. Először a fehér káposztalepke (Pieris brassicae) szárnyából nyerte ki tisztán Heinrich Wieland és Clemens Schöpf Schöpf 1926-ban. Amfoter vegyület, de inkább savas, mint bázisos jellegű. Vizes ammóniaoldatban oldható, de híg savakban nem. Nátriumamalgám hatására a leukopterin 7,8-dihidro-xantopterinné redukálódik. A 7,8-dihidro-xantopterinből xantopterin állítható elő ezüst-nitráttal (ezüstkiválás közben) vagy lúgos közegben kálium-permanganáttal végzett oxidációjakor.
A leukopterin 2,4,5-triamino-6-hidroxi-pirimidinből állítható elő oxálsavval hevítéssel. A reakcióban 90%-os hozammal keletkezik leukopterin.